# Alexander Murray
Alexander Murray (Herefordshire, 12 de agosto de 1798 -Londres, 11 de mayo de 1838) fue un horticultor y botánico inglés.
Escribió The northern flora (abreviado North. Fl.),. libro con ilustraciones y descripciones botánicas, publicado en 1836 con el nombre de The northern flora; or, a description of the wild plants belonging to the north and east of Scotland with an account of their places of growth and properties.